# Філіппінський песо
Філіппінський песо (тагал. Piso ng Pilipinas, фр. Peso philippin) — національна валюта Філіппін.
1 песо = 100 сентімо (сентаво).
На території Філіппін в обігу перебувають купюри номіналом 20, 50, 100, 200, 500, 1000 песо.
З'явилися 1 травня 1852 року, коли Іспано-Філіппінський банк випустив «тверді песо», які витіснили іспанські долари (срібна монета  у 8 реалів), які раніше перебували в обігу на Філіппінах.
Практично всі купюри мають дві або більше модифікацій. Випуски 2007 та 2008 років ідентичні за своїм зовнішнім виглядом попереднім випускам (зокрема, серії 2001 року) — оформлення практично не відрізняється.
У 2009 році Центральний Банк Філіппін розпочав модернізацію банкнот і монет для подальшого підвищення їхнього захисту та поліпшення міцності. Новий дизайн банкнот містить зображення відомих філіппінців та природних пам'яток. Банкноти старих випусків залишаються законним платіжним засобом. Філіппінські банкноти в новому дизайні було випущено 16 грудня 2010 року.

## Цікаві факти
Волокна міцевої рослини абака використовується для виготовлення банкнотного паперу для національної валюти, оскільки абака є частиною культурної спадщини країни.